# Oliver von Dohnányi
Pour les articles homonymes, voir von Dohnanyi.
Oliver von Dohnányi, né le 2 mars 1955 à Trenčín en Tchécoslovaquie, est un chef d'orchestre slovaque, descendant d'une fameuse famille aristocrate de Hongrie. Il a été chef d'orchestre principal du théâtre d'opéra et de ballet d'Ekaterinbourg en Russie de  2015 à 2019.

## Biographie
Dohnányi étudie le violon, la composition musicale et la direction d'orchestre à l'Académie de musique de Prague sous la férule de Václav Neumann et à l'Académie de musique et des arts du spectacle de Vienne auprès d'Otmar Suitner. Il suit aussi des master classes d'Arvīds Jansons, Igor Markévitch et Franco Ferrara. Il remporte le Premio Respighi en Italie et il est finaliste du concours de direction d'orchestre de la télévision hongroise en 1983 et au festival du Printemps de Prague en 1985.
Il fait ses débuts de chef d'orchestre en 1979 à l'orchestre symphonique de la radio slovaque de Bratislava. Il est de 1986 à 1991 directeur de la musique du théâtre de Bratislava et fait des tournées avec son orchestre en Allemagne de l'Est, Hollande, Hongrie, Russie et Chine. Il y dirige de nouvelles productions de la Tosca, du Barbier de Séville, de Rigoletto, du Prince Igor et de La Somnambule. Avec Faust, il effectue des tournées remarquées en Hongrie, en Israël, et en Grande-Bretagne où il reçoit au festival d'Édimbourg un prix spécial de musique. Parallèlement, il dirige l'orchestre philharmonique slovaque et l'orchestre de chambre Cappella istropolitana, avec lequel il va en Allemagne, en Autriche, en Hollande, ainsi qu'au festival de Bologne. De 1993 à 2007, il est directeur de la musique du théâtre national tchèque de Prague et directeur artistique de l'opéra de ce même théâtre, il travaille aussi parallèlement avec l'orchestre symphonique de Prague avec lequel il fait plusieurs tournées au Japon. En 2010, il est nommé intendant de l'opéra d'État de Prague. Il est aussi directeur artistique de l'opéra du théâtre national morave-silésien d'Ostrava, et chef d'orchestre principal de la Sinfonietta Žilina slovaque de 2004 à 2007 et de 2011 à 2015. En 2011, il reçoit le prix Golden Europea et le prix Gustav-Mahler.
De 2015 à 2019, il est chef d'orchestre principal du théâtre d'opéra et de ballet d'Ekaterinbourg. En 2018, Dohnányi reçoit le prix de théâtre le plus distingué de Russie, le Masque d'or, dans la catégorie 
meilleur chef d'orchestre. Constantin Tchoudovski lui succède à Ekaterinbourg.
Il a enregistré pour les labels Naxos, Lyra, Opus, Audiophon, Panton, Supraphon, Marco Polo, Verga et Novalis.